# Promozione Calabria 1980-1981
Nella stagione 1980-1981 la Promozione era sesto livello del calcio italiano (il massimo livello regionale). Qui vi sono le statistiche relative al campionato in Calabria.
Il campionato è strutturato in vari gironi all'italiana su base regionale, gestiti dai Comitati Regionali di competenza. Promozioni alla categoria superiore e retrocessioni in quella inferiore non erano sempre omogenee; erano quantificate all'inizio del campionato dal Comitato Regionale secondo le direttive stabilite dalla Lega Nazionale Dilettanti, ma flessibili, in relazione al numero delle società retrocesse dal Campionato Interregionale e perciò, a seconda delle varie situazioni regionali, la fine del campionato poteva avere degli spareggi sia di promozione che di retrocessione.

## Squadre partecipanti
- F.C. Calcio Acri, Acri (CS)
- A.S. Bovalinese, Bovalino (RC)
- Pol. Cassano, Cassano all'Ionio (CS)
- A.S.D. Castrovillari Calcio, Castrovillari (CS)
- Associazione Sportiva Dilettantistica Corigliano, Corigliano Calabro (CS)
- Football Club Crotone, Crotone
- La Sportiva Cariatese, Cariati (CS)
- A.S. Marina di Gioiosa, Marina di Gioiosa Ionica (RC)
- S.S. Melitese, Melito di Porto Salvo (RC)

- A.C. Emilio Morrone, Cosenza
- A.C. Nuova Rosarnese, Rosarno (RC)
- S.S. Polistena, Polistena (RC)
- S.C. Gallina, Reggio Calabria
- S.S. Roccella, Roccella Ionica (RC)
- S.S. Trebisacce, Trebisacce (CS)
- Nuova Vibonese, Vibo Valentia

## Classifica finale
|  | Pos. | Squadra               | Pt | G  | V  | N  | P  | GF | GS | DR  |
|  | ---- | --------------------- | -- | -- | -- | -- | -- | -- | -- | --- |
|  | 1.   | Crotone               | 46 | 30 | 18 | 10 | 2  | 53 | 14 | +39 |
|  | 2.   | Corigliano            | 45 | 30 | 17 | 11 | 2  | 43 | 11 | +32 |
|  | 3.   | Cassano               | 38 | 30 | 13 | 12 | 5  | 37 | 23 | +14 |
|  | 4.   | Trebisacce            | 37 | 30 | 13 | 11 | 6  | 41 | 22 | +19 |
|  | 5.   | Bovalinese            | 35 | 30 | 12 | 11 | 7  | 27 | 22 | +5  |
|  | 6.   | La Sportiva Cariatese | 34 | 30 | 13 | 8  | 9  | 32 | 23 | +9  |
|  | 7.   | Castrovillari         | 29 | 30 | 11 | 7  | 12 | 30 | 36 | -6  |
|  | 8.   | Nuova Vibonese        | 29 | 30 | 9  | 11 | 10 | 28 | 31 | -3  |
|  | 9.   | Nuova Rosarnese       | 26 | 30 | 8  | 10 | 12 | 29 | 35 | -6  |
|  | 10.  | Roccella              | 25 | 30 | 9  | 7  | 14 | 42 | 43 | -1  |
|  | 10.  | Gallina               | 25 | 30 | 7  | 11 | 12 | 25 | 33 | -8  |
|  | 10.  | Marina di Gioiosa     | 25 | 30 | 6  | 13 | 11 | 31 | 47 | -16 |
|  | 13.  | Acri                  | 23 | 30 | 9  | 5  | 16 | 27 | 40 | -13 |
|  | 14.  | Morrone Cosenza       | 21 | 30 | 6  | 9  | 15 | 20 | 36 | -16 |
|  | 15.  | Polistena             | 21 | 30 | 7  | 7  | 16 | 21 | 43 | -22 |
|  | 16.  | Melitese              | 21 | 30 | 7  | 7  | 16 | 27 | 53 | -26 |

- Nuova Vibonese, Trebisacce, Cassano e Castrovillari sono successivamente ammesse in Interregionale a completamento organici.